# Vuk Drašković
Pour les articles homonymes, voir Drašković.

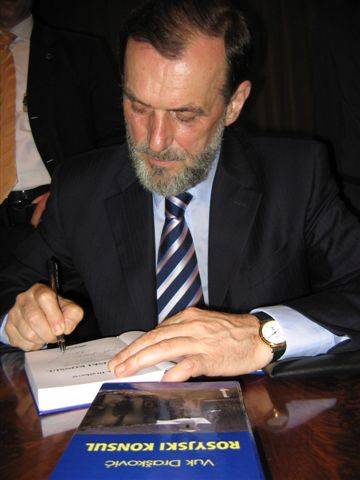
Vuk Drašković, 2006

Vuk Drašković, né le 29 novembre 1946 à Međa en RS de Serbie (RFSY), est un homme politique serbe, ministre des Affaires étrangères de Serbie-et-Monténégro de 2004 à 2006 puis de Serbie de 2006 à 2007.

## Biographie
Après avoir suivi des études à la faculté de droit de l'université de Belgrade, Drašković travaille comme journaliste au sein de l'agence Tanjug de 1969 à 1980. Il est aussi écrivain, auteur de plusieurs romans. 
Fervent partisan de la restauration de la monarchie, il crée en 1990 le Mouvement du renouveau serbe, participe à la vie politique serbe et devient un opposant à Slobodan Milošević. Après la chute de ce dernier à l'automne 2000, il est marginalisé et il lui faut attendre avril 2004 pour revenir sur le devant de la scène en devenant ministre des Affaires étrangères de l'Union de Serbie-et-Monténégro jusqu'à la dissolution de cette dernière le 3 juin 2006 avec l'accession à l'indépendance du Monténégro. Il devient alors ministre des Affaires étrangères de la république de Serbie jusqu'au 15 mai 2007. 